# Slovak Badminton Federation
De Slovenský Zväz Bedmintonu (internationale naam: Slovak Badminton Federation) is de nationale badmintonbond van Slowakije.
De huidige president van de Slowaakse bond is Stefan Vaško, hij is de president van een bond met 2.112 leden, die verdeeld zijn over 202 verschillende badmintonclubs. De bond is sinds 1993 aangesloten bij de Europese Bond.